# Douchy-Montcorbon
Douchy-Montcorbon ist eine französische Gemeinde mit 1.362 Einwohnern (Stand: 1. Januar 2022) im Département Loiret in der Region Centre-Val de Loire. Sie gehört zum  Arrondissement Montargis und zum Kanton Courtenay. Die Bewohner nennen sich Saint-Firminois.

## Geographie
Douchy-Montcorbon ist die östlichste Gemeinde des Départements Loiret. Sie liegt in der Landschaft Gâtinais orléanais an der Ouanne und an der Grenze zum Département Yonne, 27 Kilometer ostsüdöstlich von Montargis. Umgeben wird Douchy-Montcorbon von den Nachbargemeinden Courtenay im Norden, Saint-Loup-d’Ordon im Nordosten, Charny Orée de Puisaye im Osten, Dicy im Osten und Südosten, Chêne-Arnoult im Süden sowie Triguères im Westen.

## Geschichte
Douchy-Montcorbon wurde zum 1. Januar 2016 aus den bis dahin eigenständigen Gemeinden Douchy und Montcorbon gebildet.

## Bevölkerungsentwicklung
| Jahr                                                                  | 1962 | 1968 | 1975 | 1982 | 1990 | 1999 | 2013 | 2022 |
| --------------------------------------------------------------------- | ---- | ---- | ---- | ---- | ---- | ---- | ---- | ---- |
| Einwohner                                                             | 1403 | 1320 | 1235 | 1301 | 1414 | 1388 | 1510 | 1362 |
| Quellen: Cassini und INSEE (bis 2013 Addition der Vorgängergemeinden) |      |      |      |      |      |      |      |      |

## Sehenswürdigkeiten
- Kirche Saint-Jean-Baptiste und Saint-Loup in Douchy
- Kirche Saint-Saturnin in Montcorbon

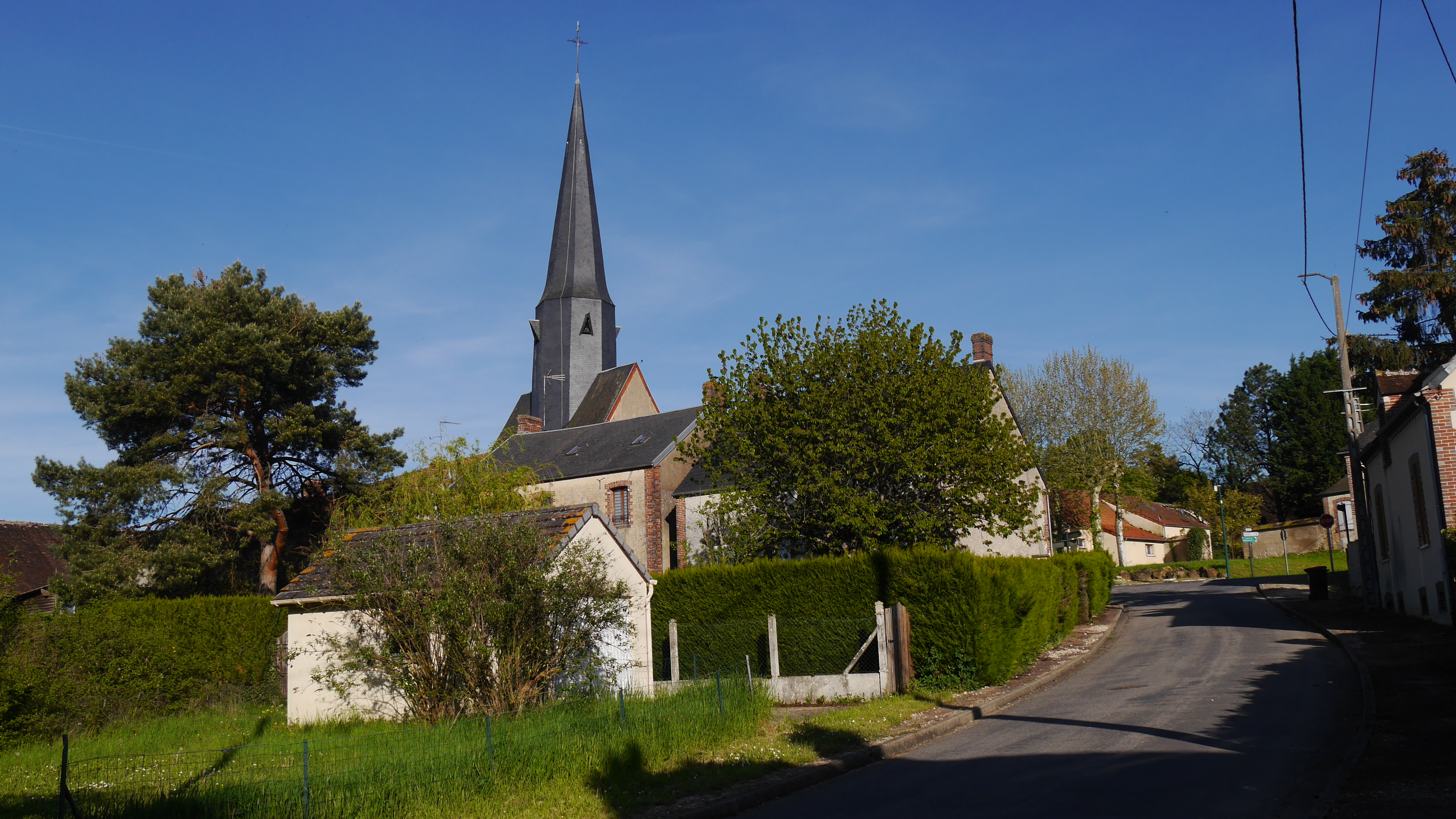
Kirche Saint-Saturnin
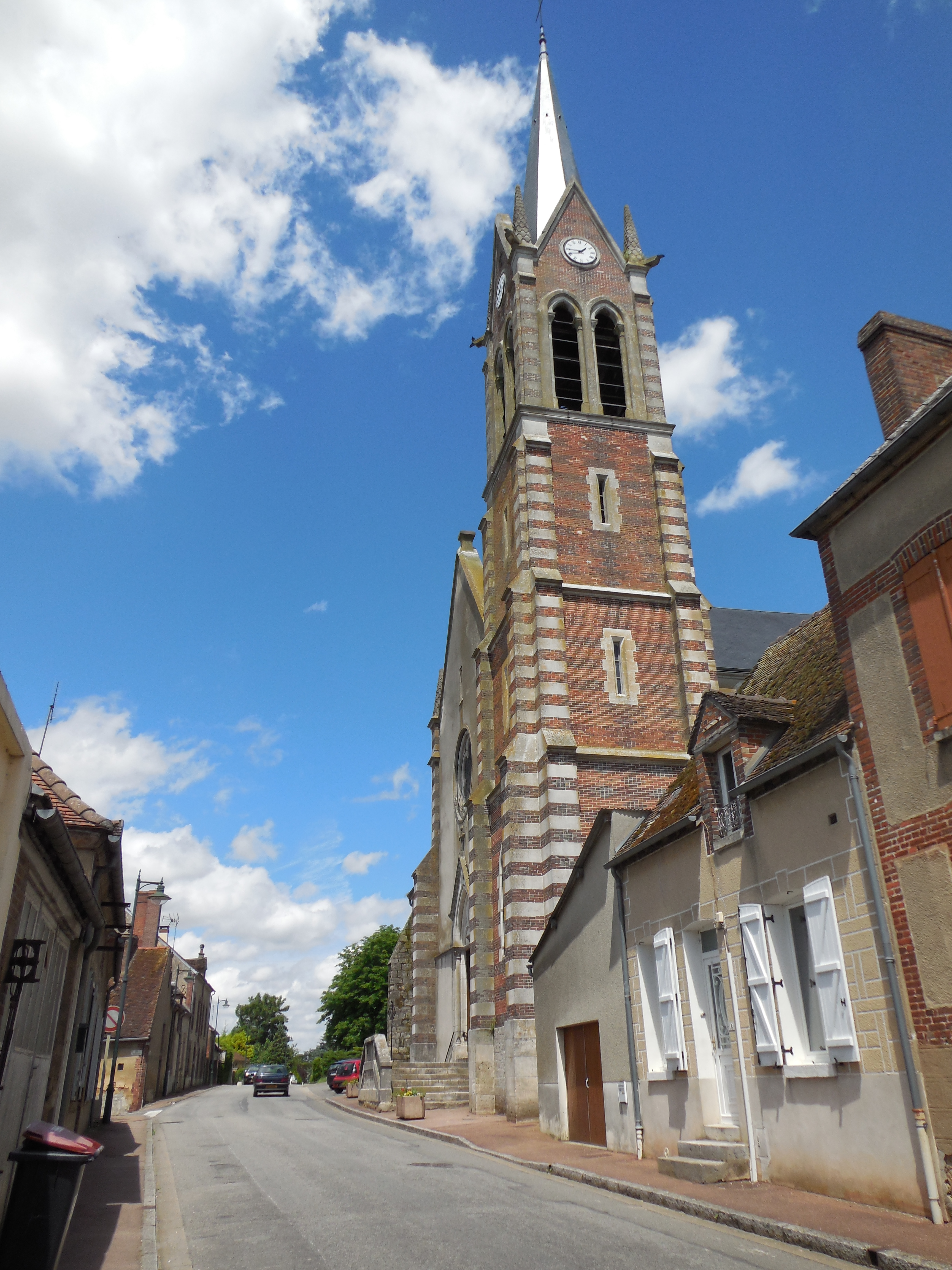
Kirche Saint-Jean-Baptiste und Saint-Loup